# Imbergkamm
Der Imbergkamm (auch kurz Imberg) ist ein 1316 m ü. NHN hoher Bergkamm im Gemeindegebiet von Oberstaufen. Er ist der östlichste Teil der Kette des Kojen-Schichtkammes in den Allgäuer Alpen und der am Ortsrand aufstrebende Hausberg des Bergdorfes Steibis.
Das Gipfelkreuz befindet sich etwa 300 m westlich des eigentlichen Gipfels auf einer Höhe von 1290 m ü. NHN. Der Gipfel des Imbergkamms kann auf Basis der Schartenhöhe als Nebengipfel der südwestlich gelegenen Fluh betrachtet werden.

## Etymologie
Für die Herkunft des Bergnamens gibt es mehrere Theorien:
- Einheimische halten die Beschreibung des Ortes der Alpe „im Berg“ für natürlich und plausibel, vor allem, wenn man ihre Lage von Steibis aus in der Kulisse der Nordflanke betrachtet. Demnach wäre der Bergname – wie im Allgäu durchaus üblich – nach dem Namen der Alpe abgeleitet.
- Etymologen vermuten dagegen auf Basis historischer Namensbelege und der Mundartform „Ibearg“ (mit langem i)[1], dass der Name von „Eibe“ herrührt. Demnach wäre der Bergname ein schlampig ausgesprochenes „Eibenberg“[1][5] und die Alpe nach dem Berg benannt. Eiben könnten in früheren Jahrhunderten eine wirtschaftliche Rolle gespielt haben; in heutiger Zeit sind am Imbergkamm allerdings nicht mehr viele Eiben bekannt.

## Geographie
Siehe Geographie im Artikel Kojen-Schichtkamm

## Geologie
Siehe Geologie im Artikel Kojen-Schichtkamm.

## Alpwirtschaften

### Imbergalpe
Die Imbergalpe liegt mittig in der Nordflanke des Imbergkamms.

### Bergmoosalpe
Dreigliedrige Alpe am mittigen bis westlichen Südhang des Imbergkamms.
- Obere Bergmoosalpe, ca. 1200 m, denkmalgeschützt
- Mittlere Bergmoosalpe, ca. 1170 m, im steilen Südhang
- Untere Bergmoosalpe, 1075 m

### Alpe Remmelegg
Alpe im östlichen Südhang des Imbergkamms auf 1032 m. Kreuzungspunkt von Wanderwegen zur Imbergbahn, zur Fußgängerbrücke über den Lanzenbach (Weißach), zur Säge Lanzenbach (Bushaltestelle) und zum Jägersteig. Die Alpe Remmelegg ist die einzige in der Alpsaison tageweise bewirtete Alpe am Imbergkamm.

## Erschließung

### Imbergbahn
- 1950 wurde die Sesselbahn auf den Imbergkamm als erste Personen-Seilbahn auf dem Gebiet der heutigen Gemeinde Oberstaufen errichtet. Die Bahn war mit Einzelsesseln und Materialgondeln bestückt. Bemerkenswert war die Streckenführung vom Rand des Kernortes Steibis über die innerörtliche Anhöhe hinweg wieder hinunter durch die Senke der Au, dann im steilen Anstieg über die Wiesenhänge der Imberg-Alpe noch durch ein Waldgebiet schließlich zur Bergstation am auslaufenden Westgrat des Berges.
- 2004 wich diese einer dem Zeitgeist entsprechenden Doppelmayr-Kleinkabinenbahn mit uniformen 8er-Gondeln. Die neue Streckenführung reicht noch von der Au bis zum ebenen Grat zwischen Imbergkamm und Fluh, wenige Meter vom Imberghaus entfernt und überwindet die 300 Höhenmeter von 900 m bis 1205 m in fünf bis sieben Minuten. Sie ist ganzjährig in Betrieb, mit Ausnahme der Zeit der Inspektion von Mitte November bis Mitte Dezember.

### Asphaltstraße
Über den sehr breit gezogenen Sattel zwischen Imbergkamm und Fluh führt eine asphaltierte Straße von Steibis-Au zur Fortsetzung zum privaten Berggasthof Falkenhütte oder nach Hörmoos am Hochhäderich. Diese Straße ist nur sehr eingeschränkt öffentlich nutzbar und mautpflichtig. Ein sommers etwa stündlich verkehrender Linienbus hat auch eine Haltestelle unweit des Imberghauses.

### Imberghaus
Wenige Meter von der Bergstation der Imbergbahn entfernt liegt das Imberghaus. Es ist eine Berggaststätte mit Unterkunftsmöglichkeit, im Winter eine Skihütte mit Imbiss und Bar. Auf der Talseite befindet sich eine ausgedehnte hölzerne Terrasse, die für besondere Veranstaltungen im Sommer auch als Open-Air-Bühne genutzt wird.

## Sport und Tourismus
Die Imbergbahn transportiert in 8er-Gondeln zu allen Jahreszeiten Fahrgäste von der Talstation in 900 Meter Meereshöhe auf 1205 Meter und zurück. Darüber hinaus gibt es für den Wintersport einige Skilifte und seit 2018 einen Rodellift.